# Varbotjärnen
Varbotjärnen är en sjö i Falu kommun i Dalarna och ingår i Dalälvens huvudavrinningsområde. Sjön har en area på 0,0513 kvadratkilometer och ligger 116,8 meter över havet.

## Delavrinningsområde
Varbotjärnen ingår i det delavrinningsområde (672437-148936) som SMHI kallar för Utloppet av Varpan. Medelhöjden är 153 meter över havet och ytan är 29,62 kvadratkilometer. Räknas de 58 avrinningsområdena uppströms in blir den ackumulerade arean 526,52 kvadratkilometer. Faluån (Säpptjärnsån) som avvattnar avrinningsområdet har biflödesordning 3, vilket innebär att vattnet flödar genom totalt 3 vattendrag innan det når havet efter 224 kilometer. Avrinningsområdet består mestadels av skog (59 procent). Avrinningsområdet har 7,31 kvadratkilometer vattenytor vilket ger det en sjöprocent på 24,7 procent. Bebyggelsen i området täcker en yta av 0,74 kvadratkilometer eller 2 procent av avrinningsområdet.